# Game (rapper)
Jayceon Terrell Taylor (* 27. listopadu 1979, Compton, Kalifornie, USA) spíše známý jako Game, ale i jako Hurricane Game, Chuck Taylor nebo California Kid, je americký rapper, působící od roku 2002. Mezi jeho nejznámější skladby patří "Let's Ride", "It's okay (One Blood)", "Wouldn't get far" a skladby vytvořené spolu s 50 Centem "How we do" a "Hate it or Love it".

## Dětství
Narodil se v roce 1979 v kalifornském Los Angeles, ve čtvrti Compton. Vyrůstal v oblasti, která byla v rukou amerického gangu Crips, nakonec se však stal členem konkurenčního gangu Bloods. V interview z roku 2006 uvedl, že vyrůstal v násilném prostředí a v dysfunkční rodině. Dokonce tvrdil, že jeho otec zneužíval jednu ze svých dcer. Oba jeho rodiče byli členy gangu Crips a čile se věnovali kriminálním aktivitám. Jeho otec byl údajně závislý na heroinu a spolu se svou ženou často brali kokain. Také vzpomínal, že když mu bylo kolem šesti let tak, že byl zavražděn jeden z jeho kamarádů. V roce 1986 byl umístěn do pěstounské péče. V roce 1992 byl jeho starší bratr Devon, ve svých sedmnácti letech, smrtelně postřelen. Ve svých 15 letech byl zpětně přidělen do péče své matky Lynette. Ale jeho otec od rodiny již dříve odešel. Tehdy také nastoupil do Compton High School, kde byla opět převaha vlivu gangu Crips, ale jeho nevlastní bratr George Taylor III, známý jako Big Fase 100, navštěvoval Centennial High School a gang Piru Bloods v oblasti Cedar Block. Tehdy se více spřátelili a Game začal mít kontakty u Bloods. Ve škole byl dobrý v basketballu - byl členem školního týmu - a tato sportovní činnost mu vynesla zlepšení prospěchu. V roce 1999 úspěšně maturoval a byl přijat na Washington State University, která mu dle jeho vlastních slov udělila sportovní stipendium. Avšak o něco později byl ze školy vyloučen za držení drog.
Po vyloučení ze školy se přestěhoval ke svému nevlastnímu bratrovi s přezdívkou Big Fase 100 a věnoval se aktivitám gangu. V říjnu roku 2001 byl pětkrát postřelen. Ačkoliv si ještě stihl zavolat záchranku, tak později upadl do třídenního kómatu.

## Hudební kariéra

### Počátky
Během své rekonvalescence si nechal koupit všechna klasická alba hip-hopu a po dlouhých pět měsíců studoval styly a umění rapu. Jeho cílem bylo stát se rapperem. Svou kariéru započal na labelu svého staršího nevlastního bratra, známého jako Big Fase 100, Black Wall Street Records, kde vytvořil svůj první mixtape You know what it is (2002). O rok později si ho díky zmíněnému mixtapu všiml slavný Dr. Dre, který ho upsal pod svůj label Aftermath Entertainment. Dále ho představil labelu Interscope Records kam ho přesunul a ti ho začlenili k dalším svým umělcům, a to skupině G-Unit. Od roku 2004 se objevuje v klipech od členů G-Unit a v mnoha spolupracích na mixtapech.

### The Documentary (2005)
Na počátku roku 2005 bylo vydáno úspěšné album The Documentary, které se stalo takřka klasikou West Coast Gangsta rapu. Album debutovalo na první příčce žebříčku Billboard 200, když se ho v první týden prodeje v USA prodalo 586 000 kusů, čímž ihned získalo certifikaci zlatá deska od společnosti RIAA. Již v březnu 2005 bylo album platinové. Celkem se ho v USA prodalo okolo 2,5 milionu kusů, čímž se stalo 2x platinovým. Celosvětově se ho prodalo pět milionů kusů. Singly "How We Do" a "Hate It or Love It", na kterých hostoval rapper 50 Cent se staly legendárními hity. Dalšími úspěšnými singly z alba byly písně "Westside Story" (ft. 50 Cent) a "Dreams".
Krátce po vydání však byl vyhozen z G-Unit a tím se rozpoutal nelítostný beef, který skončil až po smrti Michaela Jacksona v roce 2009, který si přál tento beef ukončit. The Game nebyl dissován jen samotnými členy G-Unit, ale i členy jejich nahrávací společnosti jako bylo duo M.O.P. nebo Spider Loc, člen gangu Crips. Mimo jiné ho také dissoval i dnes již bývalý člen G-Unit Young Buck, po jeho sporech s G-Unit v roce 2008 se však krátce přidal na stranu The Gamea. Roku 2005 se rozpoutaly také spory s rapperem Lil Eazy-E, synem slavného člena skupiny N.W.A., a dále s tehdejším šéfem slavného labelu Death Row Records Suge Knightem, spory se však do konce roku 2006 urovnaly.

### Doctor's Advocate (2006-07)
Po sporech s 50 Centem odešel z labelu Aftermath a upsal se Geffen Records. Tam roku 2006 vydal své druhé album Doctor's Advocate, kterým chtěl dokázat, že si umí poradit i bez Dr. Dre a 50 Centa. Album bylo úspěšné, čímž splnilo své poslání. Debutovalo na první příčce žebříčku Billboard 200 s 358 000 prodanými kusy v první týden prodeje v USA. Celkem se alba v USA prodalo okolo milionu kusů, celosvětově pak okolo tří milionů. V hitparádách bodovaly singly "It's Okay (One Blood)" (ft. Junior Reid), "Wouldn't Get Far" (ft. Kanye West) a především píseň "Let's Ride".
Tehdy se rozpoutal spor s rapperem Yukmouthem.

### LAX (2008-09)
v roce 2008 vydal očekávané album LAX plné hvězd z hudebního byznysu. Album, které bylo také vydáno u Geffen Records, debutovalo na druhé příčce žebříčku Billboard 200 s 238 000 prodanými kusy v první týden prodeje v USA. Celkem se alba prodalo okolo 660 000 kusů v USA. Úspěšnými singly z alba jsou písně "Game's Pain" (ft. Keyshia Cole) a především "My Life" (ft. Lil Wayne).

### The R.E.D. Album (2010-2011)
Roku 2010 si zkrátil pseudonym jen na Game a začal nahrávat své čtvrté album The R.E.D. Album znovu pod Interscope Records a jedna verze alba počítala se spoluprací s Pharrellem. Album bylo několikrát odloženo a přehráno. Nakonec bylo vydáno 23. srpna 2011 u labelů DGC Records a Interscope Records. Z alba pochází singly "Red Nation" (ft. Lil Wayne) a "Pot of Gold" (ft. Chris Brown). Album debutovalo na první příčce žebříčku Billboard 200 s 98 000 prodanými kusy v první týden prodeje v USA. Celkem se v USA alba prodalo okolo 200 000 kusů.

### Jesus Piece (2012-2013)
Od srpna 2011 začal pracovat na svém pátém studiovém albu, které bude jeho posledním u Interscope Records.
Hlavním producentem alba má být Mars z producentského týmu 1500 Or Nothin'. Album mělo nést název Soundtrack to Chaos a mělo být bez hostů. V březnu 2012 byl název změněn na F.I.V.E.: Fear Is Victory’s Evolution. Na konci srpna byl název znovu změněn, a to na Jesus Piece. Bylo oznámeno, že se na albu bude podílet například Kanye West.
Prvním singlem z alba byla píseň "Celebration" (ft. Chris Brown, Lil Wayne, Tyga a Wiz Khalifa, která se umístila na 81. příčce žebříčku Billboard Hot 100. Album debutovalo na šesté příčce žebříčku Billboard 200 s 86 000 prodanými kusy v první týden prodeje v USA. Jde o jeho nejmenší prodej v prvním týdnu v kariéře. Celkem se v USA prodalo okolo 213 000 kusů.
V říjnu 2013 tvrdil, že byl upsán ke Cash Money Records. V prosinci téhož roku, ale uvedl, že tomu tak nebylo a že je stále bez smlouvy.

### Year Of The Wolf a The Documentary 2 (2014-2015)
V červnu 2014 oznámil, že u nezávislých nahrávacích společností E1 Music a Fifth Amendment Entertainment vydá nové kompilační album svého nahrávacího labelu Blood Money s názvem Blood Money La Familia. Datum vydání bylo původně stanoveno na 16. září 2014. V červnu vydal i první singl "Bigger than Me", ten v žebříčcích nezabodoval. V červenci oznámil změnu názvu alba na Year Of The Wolf. V srpnu informal o posunutí data vydání na 14. říjen 2014. Nakonec bylo album vydáno pod názvem Blood Moon: Year of the Wolf a o první týden se ho v USA prodalo 32 000 kusů.
V červnu 2014 také oznámil, že v lednu 2015 vydá své šesté sólo studiové album The Documentary 2. Jedná se o pokračování jeho debutového alba, které bylo současně jeho nejúspěšnějším. Na albu dříve přislíbil hudbu od Dr. Dreho, Just Blaze a Scotta Storcha. V srpnu upřesnil datum vydání alba na 18. ledna 2015, tedy přesně na výročí deseti let od vydání svého debutu. Termín ale nebyl dodržen. Nová data vydání byla stanovena na 30. června 2015, 28. srpna, 25. září a poté na 9. října. V červnu byl z alba zveřejněn singl "100" (ft. Drake). V září oznámil, že se bude jednat o dvojalbum. První disk byl vydán 9. října 2015 a druhý 16. října. Zatímco disk jedna nesl název The Documentary 2 a hostovali na něm Kendrick Lamar, Ice Cube, Drake, Dr. Dre, Kanye West, Future, Snoop Dogg, disk 2 nesl název The Documentary 2.5 a mezi hosty byl nejčastěji Anderson .Paak a Ty Dolla $ign; dalšími hostujícími umělci byli Nas, Lil Wayne, Busta Rhymes a mnozí další. Dohromady mají oba disky 147 minut. Do začátku listopadu 2015 se v USA prodalo 116 000 kusů prvního disku a 54 000 kusů druhého disku.

### 1992, Born 2 Rap a Drillmatic (2016-2022)
V červnu zveřejnil první singl ze svého sedmého studiového alba, píseň se jmenuje "All Eyez" (ft. Jeremih) (79. příčka). Na finální verzi alba je tento singl zařazen pouze jako bonusová píseň. V září 2016 vydal pětiminutový freestyle "92 Bars". Freestyle je disstrackem na rappera Meek Milla. Beef se posléze přesunul na sociální síť Instagram. Ke konci září vydal další disstrack s názvem "Pest Control". V září vydal rovněž další singl z alba, píseň "True Colors / It's On". Album s názvem 1992 bylo vydáno 14. října 2016 u labelů Blood Money a eOne.
V prosinci 2016 oznámil, že začal pracovat na svém devátém a údajně posledním albu. V červnu 2019 vydal singl "West Side" následovaný v listopadu singlem "Stainless" (ft. Anderson .Paak). Ani jeden v hitparádách nezabodoval. Album Born 2 Rap bylo vydáno na konci listopadu 2019.
Pro rok 2022 chystá své desáté album s názvem Drillmatic. V lednu 2022 vydal úvodní singl "Eazy" (s Kanye West) (49. příčka). Jde o jeho nejúspěšnější píseň od roku 2008.

## Osobní život

### Problémy se zákonem
V dubnu 2005 čelil žalobě za nezabránění napadení fanouška během koncertu ve městě Auburn, stát Washington. Richard Monroe Jr. tehdy tvrdil, že byl napaden bodyguardy během svého pokusu o vylezení na podium. Monroe požadoval odškodnění ve výši 22 milionů dolarů, soud se konal v roce 2009.
V říjnu 2005 byl obviněn z výtržnictví a bránění ze zatčení v Greensboro, Severní Karolína. Game tvrdil, že ostraha obchodu, ve kterém se incident udál, a policie jednali přehnaně, když k jeho zadržení použili například i pepřový sprej. Nakonec byl žalován policisty za urážku na cti. Pětice žalobců nakonec v roce 2012 vysoudila 5 milionů dolarů.
V květnu 2007 byl zatčen v souvislosti s incidentem, který se udál při basketballové hře ve čtvrti South Los Angeles v únoru onoho roku. Údajně se zbraní v ruce ohrožoval jednu osobu. Game následujícího dne složil kauci 50 000 dolarů. Soud se konal v únoru 2008 a Game byl odsouzen k 60 dnům ve vězení, 150 hodinám obecně prospěšných prací a tříleté podmínce.
V roce 2011 mu bylo odmítnuto vstoupit do Kanady v souvislosti s Gameovými styky s gangy v Los Angeles.
V říjnu 2012 ho rapper 40 Glocc zažaloval za napadení a ublížení na zdraví. Napadení se odehrálo v červenci 2012 a bylo zachyceno na kameru. Rapper 40 Glocc u soudu požadoval odškodnění ve výši 4,5 milionů dolarů. Soud stále probíhá.
V srpnu 2015 čelil hrozbě trestu odnětí svobody na dobu tří let za napadení policisty mimo službu. Incident se odehrál v březnu 2015 během utkání v basketballu Pro-Am ligy v Hollywoodu.

## Diskografie

### Studiová alba
| Rok  | Album | Nejvyšší umístění v hitparádě | Nejvyšší umístění v hitparádě | Nejvyšší umístění v hitparádě | Nejvyšší umístění v hitparádě | Nejvyšší umístění v hitparádě | Ocenění                                                                    |
| Rok  | Album | US 200                        | US Hip-Hop                    | US Rap                        | UK                            | CAN                           | Ocenění                                                                    |
| ---- | --- | ----------------------------- | ----------------------------- | ----------------------------- | ----------------------------- | ----------------------------- | -------------------------------------------------------------------------- |
| 2005 | The Documentary - Vydáno: 18. ledna 2005 - Vydavatel: G-Unit, Aftermath, Interscope                                      | 1                             | 1                             | 1                             | 7                             | 1                             | US: 2x platinové CAN: platinové UK: platinové IRE: platinové NZ: platinové |
| 2006 | Doctor's Advocate - Vydáno: 14. listopadu 2006 - Vydavatel: Geffen, Interscope                                           | 1                             | 1                             | 1                             | 21                            | 2                             | US: platinové UK: zlaté NZ: zlaté                                          |
| 2008 | LAX - Vydáno: 26. srpna 2008 - Vydavatel: Geffen                                                                         | 2                             | 1                             | 1                             | 9                             | 2                             | US: zlaté                                                                  |
| 2011 | The R.E.D. Album - Vydáno: 23. srpna 2011 - Vydavatel: DGC, Interscope                                                   | 1                             | 1                             | 1                             | 14                            | 2                             | US: /                                                                      |
| 2012 | Jesus Piece - Vydáno: 11. prosince 2012 - Vydavatel: DGC, Interscope                                                     | 6                             | 1                             | 1                             | 76                            | 16                            | US: /                                                                      |
| 2015 | The Documentary 2 - Vydáno: 9. října 2015 (disk 1) 16. října (disk 2 a double-disc edice) - Vydavatel: Blood Money, eOne | 2                             | 1                             | 1                             | 4                             | 3                             | US: /                                                                      |
| 2016 | 1992 - Vydáno: 14. října 2016 - Vydavatel: Blood Money, eOne                                                             | 4                             | 1                             | 1                             | 38                            | 14                            | US: /                                                                      |
| 2019 | Born 2 Rap - Vydáno: 29. listopadu 2019 - Vydavatel: Prolific, eOne                                                      | 19                            | 10                            | 7                             | —                             | 18                            | US: /                                                                      |
| 2022 | Drillmatic – Heart vs. Mind - Vydáno: 12. srpna 2022 - Vydavatel: 100 Entertainment, Virgin                              | 12                            | 8                             | 5                             | 61                            | 12                            | US: /                                                                      |

### Nezávislá alba
| Rok  | Album | Nejvyšší umístění v hitparádě | Nejvyšší umístění v hitparádě | Nejvyšší umístění v hitparádě | Ocenění |
| Rok  | Album | US 200                        | US Hip-Hop                    | US IND.                       | Ocenění |
| ---- | --- | ----------------------------- | ----------------------------- | ----------------------------- | ------- |
| 2004 | Untold Story - Vydáno: 5. října 2004 - Vydavatel: Get Low, Fast Life                                     | 146                           | 29                            | 27                            |         |
| 2005 | West Coast Resurrection - Vydáno: 29. března 2005 - Vydavatel: Get Low, Fast Life                        | 53                            | 24                            | 2                             |         |
| 2005 | Untold Story, Vol. 2 - Vydáno: 26. července 2005 - Vydavatel: Get Low, Fast Life                         | 61                            | 29                            | 7                             |         |
| 2006 | G.A.M.E. - Vydáno: 21. března 2006 - Vydavatel: Get Low, Fast Life                                       | 151                           | 31                            | 14                            |         |
| 2014 | Blood Moon: Year of the Wolf (s Blood Money) - Vydáno: 14. října 2014 - Vydavatel: Blood Money, E1 Music | 7                             | 1                             | 2                             | US: /   |

### Mixtapy
- 2002 - You Know What It Is vol. 1
- 2004 - Westside Story
- 2004 - You Know What It Is vol. 2: Throwin' Rocks at The Throne
- 2005 - You Know What It Is vol. 3
- 2005 - Ghost Unit
- 2006 - Stop Snitchin, Stop Lyin
- 2007 - You Know What It Is vol. 4: Murda Game Chronicles
- 2010 - The Red Room
- 2010 - Brake Lights
- 2011 - Purp & Patron
- 2011 - Purp & Patron: The Hangover
- 2011 - Hood Morning (No Typo): Candy Coronas
- 2012 - California Republic
- 2013 - O.K.E. (Operation Kill Everything)

### Úspěšné singly
- 2004 - "Westside Story" (ft. 50 Cent)
- 2004 - "How We Do" (ft. 50 Cent)
- 2005 - "Hate It or Love It" (ft. 50 Cent)
- 2005 - "Dreams"
- 2006 - "It's Okay (One Blood)" (ft. Junior Reid)
- 2006 - "Let's Ride"
- 2007 - "Wouldn't Get Far" (ft. Kanye West)
- 2007 - "Game's Pain"
- 2008 - "My Life" (ft. Lil Wayne)
- 2011 - "Red Nation" (ft. Lil Wayne)
- 2012 - "Celebration" (ft. Chris Brown, Tyga, Wiz Khalifa a Lil Wayne)
- 2015 - "100" (ft. Drake)
- 2016 - "All Eyez" (ft. Jeremih)
- 2022 - "Eazy" (s Kanye West)

## Filmografie
- 2006 - Waist Deep
- 2008 - Street Kings
- 2008 - Belly 2: Millionaire Boyz Club
- 2009 - House Arrest